# Автошлях М 28
Автошля́х М 28 — автомобільний шлях міжнародного значення в Одеській області. Проходить територією Одеського району через Нові Білярі — Чорноморське — Одесу. Загальна довжина — 81,6 км.
Дана нумерація набрала чинності з 1 січня 2013 року. До того часу дорога мала нумерацію Т 1606.

## Маршрут
Автошлях проходить через такі населені пункти:
| Автошлях М 28   |        |
| Одеська область |        |
| Одеський район  |        |
|                 | E58М14 |
| Сичавка         |        |
| Южне            |        |
| Нові Білярі     |        |
| Григорівка      |        |
| Чорноморське    |        |
| Нова Дофінівка  |        |
| Вапнярка        |        |
| Фонтанка        |        |
| Ліски           |        |
| Крижанівка      |        |
| Одеса           |        |
| E87E95М05М16М27 |        |